# Campeonato Goiano
Campeonato Goiano - ligowe mistrzostwa brazylijskiego stanu Goiás.

## Format
Pierwsza liga
- Pierwszy etap

Kluby podzielone są na dwie grupy po 6 drużyn.Najpierw kluby z jednej grupy grają z klubami drugiej grupy systemem mecz i rewanż. Potem kluby grają w swoich grupach każdy z każdym po jednym meczu.
- Drugi etap

W drugim etapie biorą udział 4 kluby - po dwa najlepsze z każdej grupy pierwszego etapu. Elitarna czwórka gra systemem każdy z każdym mecz i rewanż.
Mistrzem stanu zostaje zwycięzca drugiego etapu.
Dwa najsłabsze kluby w pierwszym etapie spadają do drugiej ligi.
Jak w przypadku wszystkich rozgrywek w Brazylii format ulega częstym zmianom.

## Kluby
Pierwsza liga (Primeira Divisão)
- Associação Atlética Anapolina
- Associação Atlética Aparecidense
- Associação Atlética Rioverdense
- Associação Esportiva Jataiense
- Atlético Clube Goianiense
- Clube Recreativo e Atlético Catalano (CRAC)
- Goiás EC Esporte Clube
- Goiatuba Esporte Clube
- Grêmio Esportivo Anápolis
- Itumbiara Esporte Clube
- Mineiros Esporte Clube
- Vila Nova Futebol Clube

Druga liga (Segunda Divisão)
- Atlético Clube Rioverdense
- Agremiação Esportiva Canedense LTDA
- Anápolis Futebol Clube
- Goianésia Esporte Clube
- Goiânia Esporte Clube
- Iporá Esporte Clube
- Novo Horizonte Futebol Clube
- Clube Recreativo Esporte Tocantins
- Trindade Atlético Clube

Trzecia liga (Terceira Divisão)
- Associação Atlética Alexaniense
- América Futebol Clube
- Caldas Esporte Clube
- Formosa Futebol Clube
- Jataí Atlético Clube
- Minaçu Esporte Clube
- Monte Cristo Esporte Clube
- Real Clube
- Rio Quente Esporte Clube
- Esporte Clube Rio Verde

## Lista mistrzów

### Kluby według tytułów
- 24 - Goiás EC
- 15 - Vila Nova
- 14 - Goiânia
- 12 - Atlético
- 2 - Crac
- 1 - Goiatuba, Anápolis, Itumbiara